# Renate Usko
Renate Usko (* vor 1946) ist eine deutsche Schauspielerin. 

## Leben
Renate Usko absolvierte eine Schauspielausbildung an der Staatlichen Schauspielschule Berlin, die sie 1965 abschloss. Als Theaterschauspielerin hatte Usko verschiedene Theater-Engagements, unter anderem am Hans Otto Theater in Potsdam. Dort trat sie 1974 als Sprechstundenhilfe Hanna in dem Theaterstück An beiden Ufern von Alfred Matusche  auf. 1975 spielte sie dort, unter der Regie von Thomas Neumann, in dem Theaterstück Die Ausgezeichneten von Regina Weicker. Zu ihren Bühnenrollen gehörten unter anderem  die Anna in dem Schauspiel Nachtasyl, die Lizzie Derrill in der Komödie Das Ende vom Anfang von Sean O’Casey und die Mrs. Marchmont in der Gesellschaftskomödie Ein idealer Gatte.
Sie wirkte ab Mitte der 1960er Jahre bis zum Anfang der 1990er-Jahre in zahlreichen Film- und Fernsehproduktionen der DEFA und des Fernsehens der DDR mit. In dem Märchenfilm Die goldene Gans spielte sie eine der weiblichen Hauptrollen; sie verkörperte, an der Seite von Katharina Lind, das junge Mädchen Gret, das gemeinsam mit ihrer Schwester Lies an der goldenen Gans kleben bleibt.
Später übernahm sie in DEFA-Filmen hauptsächlich profilierte Nebenrollen, so als Frau des Buchdruckers in der Komödie Die unwürdige Greisin (1984) oder als Magd Karin in der Tragikomödie Kindheit (1986) von Siegfried Kühn.
Im DDR-Fernsehen war sie in kleinen Episodenrollen auch in der Krimiserie Der Staatsanwalt hat das Wort zu sehen, so als Nachbarin Ines in der Staatsanwalt-Episode Ein sympathischer junger Mann (1980) und in der Folge Blonder Tiger, schwarzer Tango (1990).
Unter der Regie von Tom Tykwer übernahm sie die Rolle der Frau Dahlbach in dem Psychothriller Die tödliche Maria (1993). Eine kleine Rolle als Stasi-Offizierin hatte sie 1999 in dem Film Midsommar Stories. Im Kino war sie zuletzt 2003 in dem Kinofilm Rosenstrasse zu sehen.

## Filmografie (Auswahl)
- 1964: Die goldene Gans
- 1970: Netzwerk
- 1971: Zeit der Störche
- 1972: Leichensache Zernik
- 1973: Die sieben Affären der Doña Juanita (vierteiliger Fernsehfilm)
- 1978: Rotschlipse
- 1978: Bluthochzeit (Studioaufzeichnung)
- 1981: Die Stunde der Töchter
- 1982: Sabine Kleist, 7 Jahre…
- 1983: Zille und ick
- 1984: Romeo und Julia auf dem Dorfe
- 1984: Erscheinen Pflicht
- 1985: Die unwürdige Greisin (Fernsehfilm)
- 1987: Kindheit
- 1988: Mensch, mein Papa...!
- 1991: Heute sterben immer nur die andern
- 1993: Die tödliche Maria
- 1999: Midsommar Stories
- 2003: Rosenstrasse

## Theater
- 1966: Johann Wolfgang von Goethe: Stella – Regie: Peter Kupke (Hans Otto Theater Potsdam)
- 1969: Edmond Rostand:  Cyrano de Bergerac – Regie:Fritz Marquardt (Hans Otto Theater Potsdam)
- 1970: Werner Bernhardy: Blaues Blut und zarte Pelle (Tochter)  – Regie: Gerd Staiger (Hans Otto Theater Potsdam)
- 1974: Alfred Matusche: An beiden Ufern (Hanna) – Regie: Rolf Winkelgrund  (Hans Otto Theater Potsdam)
- 1976: Federico Garcia Lorca: Bluthochzeit – Regie: Rolf Winkelgrund (Hans Otto Theater in der Zimmerstraße Potsdam)
- 1978: Maria Clara Machado: Das blaue Pferdchen – Regie: Rolf Winkelgrund (Hans Otto Theater Potsdam)